# 逃出立法院
《逃出立法院》是一部於2020年上映的臺灣喜劇片，電影融合黑色幽默、活屍和動作片的元素。此電影由王逸帆執導，賴雅妍、禾浩辰、庹宗華、高慧君、王中皇和林鶴軒主演。

## 劇情
魯蛇王有為補選成功前進立法院，都說人民作頭家，結果依然黨的意志大過天，為了海邊化工廠蓋不蓋，黨團大頭以利誘，前立委熊穎穎為愛拼，王有為兩邊難討好。化工廠流出活屍病毒，總統變活屍，質詢時當眾咬議長，議場瞬間裡外不是人。自己國家自己救，自己立委自己罷，當鐵鍊鎖門，議事台前活屍疊羅漢，王有為要為台灣政治來場鐵血革命。看三拳分立，撕髮迫害，襲胸補巴掌，搓圓仔不如生死鬥，黨團人勢優勢對幹正義鐵拳，最現實才超魔幻，殺千刀，解千愁，不是冤家不爆頭，民主剩下最後一哩血路，再來的事都交給你了。
鬼島鬼門開，立院顧人怨。疊影台灣政治惡鬥，立院亂象，更把握活屍片神髓，殺很大，血不用錢。禾浩辰與賴雅妍血濃於水，解悶更解氣，補血更補刀。票票入匭，刀刀入骨。

## 演員
- 賴雅妍 飾演 熊穎穎
- 禾浩辰 飾演 王有為
- 庹宗華 飾演 熊爸
- 高慧君 飾演 王鳳華
- 王中皇 飾演 李國忠
- 林鶴軒 飾演 古德佑
- 林玉山 飾演 總統
- 王嵐申 飾演 立法院長
- 李奎鋒 飾演 農疾處處長
- 陳子見 （視網膜）飾演 喪屍（客串）
- 曾博恩 飾演 喪屍（客串）
- 啾啾鞋 飾演 喪屍（客串）
- 柏榕 飾演 喪屍（客串）[3]

## 獲獎與提名
| 類別                       | 獎項                                                                    | 入圍者／作品   | 結果 | 參考   |
| -------------------------- | ----------------------------------------------------------------------- | -------------- | ---- | ------ |
| 第57屆金馬獎               | 最佳女配角                                                              | 高慧君         | 提名 | [ 4 ]  |
| 第57屆金馬獎               | 最佳動作設計                                                            | 黃泰維，李紹朋 | 獲獎 | [ 4 ]  |
| 第45屆多倫多國際電影節     | 午夜瘋狂（Midnight Madness）單元                                        | 《逃出立法院》 | 入选 | [ 5 ]  |
| 第53屆錫切斯電影節         | 午夜超級（Midnight X-Treme）單元                                        | 《逃出立法院》 | 入选 |        |
| 第17屆雷克雅維克國際電影節 | 午夜微涼（Midnight Chill）單元                                          | 《逃出立法院》 | 入选 | [ 6 ]  |
| 第26屆詭奇電影節           | 國際競賽（International Competition）單元                               | 《逃出立法院》 | 入选 |        |
| 第34屆幻想電影節           |                                                                         | 《逃出立法院》 | 入选 |        |
| 第36屆华沙国际电影节       | 自由精神競賽（Free Spirit Competition）單元                             | 《逃出立法院》 | 入选 |        |
| 第15屆恐怖電影節           | 開幕片                                                                  | 《逃出立法院》 | 入选 |        |
| 第22屆聖地牙哥亞洲電影節   | 亞洲流行（Asia Pop! Section）單元                                       | 《逃出立法院》 | 入选 |        |
| 第40屆夏威夷國際電影節     | 臺灣焦點（SPOTLIGHT ON TAIWAN）單元                                     | 《逃出立法院》 | 入选 | [ 7 ]  |
| 第15屆萊頓國際電影節       | 瘋子們！（BONKERS!）單元                                                | 《逃出立法院》 | 入选 |        |
| 第29屆費城電影節           | 首部長片獎（First Feature Award）單元                                   | 《逃出立法院》 | 入选 |        |
| 第26屆隆德國際精彩電影節   |                                                                         | 《逃出立法院》 | 入选 |        |
| 第9屆洛斯卡沃斯國際電影節  | 黑暗之後（After Dark）單元                                              | 《逃出立法院》 | 入选 |        |
| 第21屆烏托邦小說節         | 國際長片競賽（compétition internationale cinéma De longs-métrages）單元 | 《逃出立法院》 | 入选 |        |
| 第11屆薩斯卡通精彩電影節   |                                                                         | 《逃出立法院》 | 入选 |        |
| 第18屆牛津電影節           | 劇情片競賽（Narrative Competition）單元                                 | 《逃出立法院》 | 入选 | [ 8 ]  |
| 第61屆塞萨洛尼基国际电影节 | 午夜旋律（Round Midnight）單元                                          | 《逃出立法院》 | 入选 |        |
| 第2屆Film Maudit           |                                                                         | 《逃出立法院》 | 入选 |        |
| 第16屆大阪亞洲電影節       | 台灣電影（Taiwan:Movie on the move 2021）單元                           | 《逃出立法院》 | 入选 |        |
| 第17屆巴西奇幻電影節       |                                                                         | 《逃出立法院》 | 入选 |        |
| 第3屆澳洲奇幻電影節        |                                                                         | 《逃出立法院》 | 入选 |        |
| 第46屆西雅圖國際影展       | 亞洲十字路口（Asia Crossroads）單元                                     | 《逃出立法院》 | 入选 | [ 9 ]  |
| 第2屆台灣影評人協會        | 特別表揚－動作設計                                                      | 黃泰維         | 獲獎 | [ 10 ] |
| 第23屆臺北電影獎           | 最佳電影行銷獎                                                          | 《逃出立法院》 | 入选 |        |
| 第23屆臺北電影獎           | 最佳海報獎                                                              | 《逃出立法院》 | 入选 |        |
| 第23屆臺北電影獎           | 最佳預告片獎                                                            | 《逃出立法院》 | 入选 |        |

## 外部連結
- 互联网电影数据库（IMDb）上《逃出立法院》的资料（英文）
- 開眼電影網上《逃出立法院》的資料（繁體中文）
- 台灣電影網上《逃出立法院》的資料（繁體中文）
- Yahoo奇摩電影上《逃出立法院》的資料（繁體中文）